# Myotis hosonoi
Myotis hosonoi is een zoogdier uit de familie van de gladneuzen (Vespertilionidae). De wetenschappelijke naam van de soort werd voor het eerst geldig gepubliceerd door Imaizumi in 1954.

## Verspreiding en leefgebied
Deze soort is endemisch in Japan